# Чуркин, Павел Филиппович
Па́вел Фили́ппович Чу́ркин (1828, Архангельская губерния — ?) — штурман, гидрограф, геолог, метеоролог, астроном, учёный, исследователь и один из первооткрывателей города Владивостока.

## Биография
Родился в 1828 году в семье отставного младшего офицера. В 10 лет был отдан в Первый штурманский полуэкипаж, где уже воспитывались его братья Платон и Аполлон. После 3-х курсов обучения был назначен на пассажирский бот «Струя», совершавший плавания между Санкт-Петербургом и Кронштадтом. В апреле 1846 года был выпущен из полуэкипажа с производством в кондукторы Корпуса флотских штурманов.
В 1846—1847 годах на Балтийском флоте. Дважды в 1844 и 1847 годах участвовал в походах с Балтики в Северное море. В 1848—1851 годах плавал на кораблях Балтийского флота, выполняя гидрографические и лоцманские работы в Финском и Рижском заливах.
Далее служил на боевых кораблях: «Смоленск», «Аврора», «Святой Георгий Победоносец». В 1854 году на тендере «Кобчик» участвовал в обороне Ревеля (совр. Таллин) от нападения англо-французской эскадры.
В конце 1858 года назначен штурманом на корвет «Гридень» (командиром которого был Эгершельд, Густав Христофорович), перешёл на Дальний Восток. Зиму 1859—1860 годов «Гридень» провёл на Амуре. За лето корвет побывал в заливах Святой Ольги, Посьета, Славянском и бухте Золотой Рог.
В 1860 году в бухте Золотой Рог был основан новый пост, будущий город Владивосток. Летом 1860 года участвовал в описи бухты Золотой Рог. Также Павел Филиппович был направлен в помощь прапорщику Н. В. Комарову (который был высажен с первым отрядом на берег бухты Золотой Рог) для строительства и охраны поста. Во время зимовки 1860—1861 годов провёл исследование, съёмку берега и промеры со льда бухт Диомид, Улисс, Патрокл и Золотой Рог. Благодаря его работе была составлена первая рукописная карта залива Золотой Рог с обозначением глубин и грунтов, произведены неоднократные измерения широты и долготы Владивостока астрономическим способом. Также основал первую метеослужбу Владивостока. 
В 1861 году на переходе из Владивостока в Кронштадт в Индийском океане во время урагана погиб клипер «Опричник», на борту которого находился Франц Де-Ливрон с материалами исследований. 
В 1862 году П. Ф. Чуркин на корвете «Гридень» возвратился в Кронштадт, где был произведён в поручики Корпуса флотских штурманов. После шестимесячного отпуска был назначен штурманом на корвет «Витязь» и в течение 2-х лет плавал по Балтике.
5 августа 1864 года уволился с флота «по домашним обстоятельствам». Дальнейшая судьба неизвестна.

## Память
- Именем Чуркина в 1863 году назван мыс на полуострове Муравьёва-Амурского[2] и полуостров в Заливе Петра Великого (бухта Золотой Рог)[3].